# Ernst von Althaus

Ernst von Althaus in Husarenuniform (1916/17)

Ernst Freiherr von Althaus (* 19. März 1890 in Ketschendorf; † 29. November 1946 in Berlin) war ein sächsischer Offizier und Jagdflieger im Ersten Weltkrieg sowie Ritter des Ordens Pour le Mérite. Später war er Präsident des Landgerichts Berlin.

## Leben
Althaus’ Vater Prinz Georg zu Bentheim und Steinfurt war Adjutant des Herzogs Carl Eduard von Sachsen-Coburg und Gotha.
Er trat 1909 in das 1. Husaren-Regiment „König Albert“ Nr. 18 der Sächsischen Armee in Großenhain ein und wurde am 24. März 1909 zum Leutnant befördert. Im Februar 1914 wurde er zur Reserve entlassen.

### Erster Weltkrieg
Bei Ausbruch des Ersten Weltkriegs wurde Althaus Anfang August 1914 zu seinem alten Regiment einberufen und im November 1914 zum 13. Infanterie-Regiment Nr. 178 versetzt, wo er in der Folgezeit als Kompanieführer eingesetzt wurde. Im Februar 1915 kam er in das 12. Infanterie-Regiment Nr. 177 und konnte bei einem Stoßtruppunternehmen mit einer Gruppe von fünfzehn Mann in Nordfrankreich zweiundzwanzig Gefangene machen. Dafür wurde er am 27. Januar 1915 mit dem Ritterkreuz des Militär-St.-Heinrichs-Ordens beliehen. Außerdem erhielt er im Laufe des Krieges noch das Ritterkreuz des Herzoglich Sachsen-Ernestinischen Hausordens mit Schwertern, das Braunschweiger Kriegsverdienstkreuz II. Klasse sowie die Hessische Tapferkeitsmedaille.

#### Jagdflieger
Am 4. April 1915 wechselte er zur Fliegertruppe und wurde bei der Flieger-Ersatz-Abteilung Nr. 6 (FEA 6) auf dem Flugplatz Großenhain zum Piloten ausgebildet. Dabei überlebte er einen Unfall, bei dem seine Maschine in Flammen aufging.

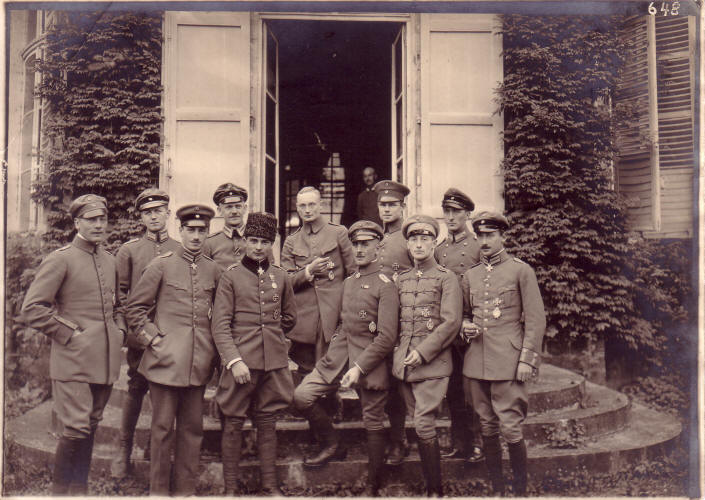
Die Piloten der Jagdstaffel 4; 1916, vor dem Chateaux Vaux; vorne zweiter von rechts Althaus, in seinem Husaren-Waffenrock

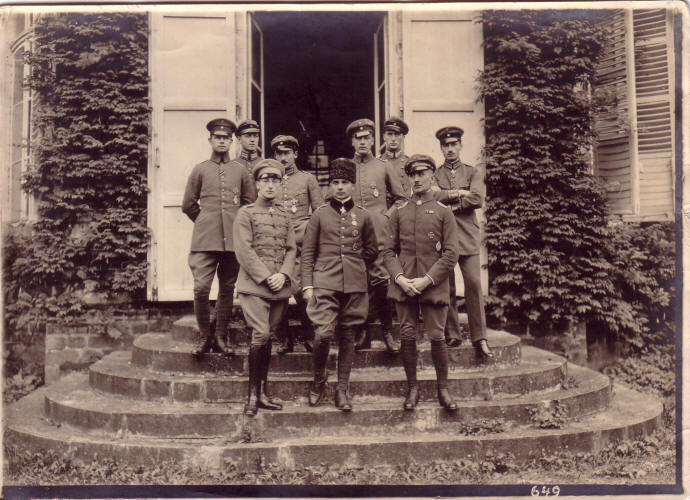
Jasta 4, 1916, Chateau Vaux, mit fünf Pour-le-Mérite Fliegern, Althaus vorne links

Am 6. August 1915 wurde er zum Oberleutnant der Reserve befördert und dann am 20. September zur Fliegerabteilung 23 (FA 23) kommandiert. Dort führte er mit einem Fokker-Eindecker Aufklärungsflüge durch. Wegen seiner militärischen Vergangenheit, und da er weiterhin seinen Husaren-Waffenrock trug, wurde er bald mit dem Spitznamen „Husar Althaus“ belegt, den er stolz akzeptierte. Im Dezember 1915 wurde er zum Kampfeinsitzerkommando Vaux (KEK Vaux) versetzt, wo er am 3. Dezember 1915 westlich von Roye seinen ersten Abschuss erzielte, eine britische Royal Aircraft Factory BE.2c. Bei seinem sechsten Luftsieg, am 3. Mai 1916, wurde er durch einen Schuss ins Bein verletzt; während des Lazarettaufenthalts lernte er eine Krankenschwester kennen, die er später heiratete. Nach seiner Genesung flog er wieder beim KEK Vaux, wo er im Juli 1916 seinen siebenten und achten Abschuss erzielte und daraufhin noch im gleichen Monat mit dem Pour le Mérite ausgezeichnet wurde. Kurz zuvor hatte er bereits das Eiserne Kreuz I. Klasse und das Ritterkreuz des Königlichen Hausorden von Hohenzollern mit Schwertern erhalten. Das KEK Vaux wurde am 25. August 1916 zur Jagdstaffel 4 (Jasta 4) umgebildet und war danach, wegen der Notwendigkeit, immer wieder an wechselnde Brennpunkte der Front zu verlegen, in Roupy, in Xivry-Circourt (Lothringen), in Le Catelet (Picardie) und in Douai stationiert. Althaus flog weiterhin mit dieser Einheit, bis er am 4. März 1917 erneut verwundet wurde.
Als er wiederhergestellt war, wurde er zur Jasta 14 kommandiert, aber schon wenig später auf persönlichen Wunsch Manfred von Richthofens am 6. Juli 1917 zum Führer der in Marckebeeke bei Kortrijk in Belgien stationierten Jasta 10 ernannt. Die Staffel war im Juni mit den Jastas 4, 6 und 11 zum Jagdgeschwader 1 unter Richthofens Kommando zusammengefasst worden. Dort flog er eine Albatros D.V (Nr. 1119/17), an deren chromgelben Rumpf er fünf weiße Punkte und einen schwarzen Querstrich, die Buchstaben H (für Husar) und A (für Althaus) im Morsecode, malen ließ; die Tragflächen und das Höhenruder waren blau. Er erzielte seinen letzten Luftsieg am 24. Juli 1917 südöstlich von Moorslede in Flandern über eine britische Sopwith Camel, musste aber schon am 30. Juli auf Richthofens Anordnung wegen beginnender Erblindung den Befehl über die Staffel an Werner Voß abgeben. Inwieweit auch seine Vorliebe, allein zu fliegen, und seine notorische Spielleidenschaft Richthofen dazu bewogen, Althaus als Staffelführer zu ersetzen, ist nicht bekannt.
Er erzielte neun offiziell bestätigte Luftsiege, soll aber acht weitere errungen haben, die (da er meist allein flog und oft auch hinter den gegnerischen Linien) nicht amtlich bestätigt werden konnten.

#### Infanterieoffizier
Er wurde als Ausbilder an die am 8. August 1917 in Valenciennes eingerichtete Jastaschule II versetzt, aber auch diese Stellung musste er auf Grund seiner abnehmenden Sehkraft aufgeben. Daraufhin erhielt er eine Infanterieausbildung im Ersatz-Bataillon des 12. Königlich Sächsischen Infanterie-Regiments Nr. 177 und übernahm nach einigen Wochen als Chef eine Kompanie bei Verdun. Im Verlauf eines schweren Gefechts am 15. Oktober 1918, bei dem seine Kompanie auf nur noch 15 Mann reduziert worden war, wurden er und die wenigen Überlebenden von US-amerikanischen Truppen gefangen genommen. Erst im September 1919 kehrte er aus der Kriegsgefangenschaft zurück.

### Nachkriegsjahre
Nach seiner Heimkehr betätigte er sich zunächst als Vorstandsmitglied der 1919 gegründeten Badischen Luftverkehrs-Gesellschaft (BALUG), die 1920 eine Luftpostlinie von Frankfurt in die Schweiz einrichten wollte. Da ein Überfliegen der Schweizer Grenze aus vertraglichen Gründen nicht erlaubt war, wurde als südlicher Endpunkt der Linie eine Stelle bei Tumringen, heute Stadtteil von Lörrach, ausersehen, wo man auf einer von der Gemeinde gepachteten Wiese den Flugplatz Lörrach einrichtete. Der ehemalige Jagdflieger Hermann Frommherz wurde Flugplatzleiter. Der erste Probeflug fand am 10. Juli 1920 statt. Nachdem die Linie behördlich genehmigt worden war, wurde die Luftpostlinie Frankfurt-Karlsruhe-Lörrach am 14. November 1920 eröffnet. Neben den Postflügen warb die BALUG auch mit Passagierflügen über dem Schwarzwald und dem Rheintal. Die Postflüge mussten jedoch wegen mangelnden Bedarfs und eines Verbots durch die Siegermächte bereits am 3. Januar 1921 wieder aufgegeben werden, so dass nur noch die Passagierflüge, mit Althaus und Frommherz als Piloten, weiterhin betrieben wurden. Als dann die Siegermächte auf Grund des Versailler Vertrags im Juli 1921 die Stilllegung des Flugplatzes und die Zerstörung der Flugzeuge anordneten, musste auch dies aufgegeben werden.
Althaus studierte daraufhin Jura an den Universitäten in Königsberg, Berlin und Rostock und wurde Anwalt, später Richter. Obwohl er bereits 1937 vollständig erblindet war, wurde er doch im Zweiten Weltkrieg als Präsident des Landgerichts Berlin berufen.
Nach Kriegsende wurde er von den Alliierten kurze Zeit als Dolmetscher angestellt. Er erkrankte 1946 und starb am 29. November 1946.